# Grzegorz Lato
Grzegorz Bolesław Lato (* 8. duben 1950, Malbork) je bývalý polský fotbalista, trenér, fotbalový funkcionář a politik. Hrával na pozici útočníka. V letech 1977 a 1981 získal v Polsku ocenění „Fotbalista roku“. Je členem Klubu Wybitnego Reprezentanta, který sdružuje polské fotbalisty s 60 a více starty za národní tým.
S klubem Stal Mielec se stal dvakrát polským mistrem (1973, 1976) a dvakrát byl též nejlepším střelcem polské ligy (1973, 1975).

## Reprezentační kariéra
S polskou reprezentací vybojoval dvě bronzové medaile na mistrovství světa, první roku 1974, kde se Lato stal i nejlepším střelcem turnaje se sedmi brankami a byl zařazen do all-stars, a druhou roku 1982. Zúčastnil se též mistrovství světa roku 1978, kde Poláci vypadli ve čtvrtfinálové skupině. Má i dvě medaile z olympijských her – zlatou z Mnichova 72 a stříbrnou z Montrealu 76. Celkem za národní tým odehrál 100 utkání, v nichž vstřelil 45 branek. Navíc odehrál 4 neoficiální reprezentační zápasy, v nichž se střelecky neprosadil.

## Trenérská a funkcionářská kariéra
Po skončení hráčské kariéry se stal trenérem (vedl mj. Stal Mielec či Widzew Łódź), ale nakonec ho zlákala kariéra politická a funkcionářská: v letech 2001–2005 byl senátorem za Svaz demokratické levice, roku 2008 se stal prezidentem Polského fotbalového svazu.